# Psilopa ovaliformis
Psilopa ovaliformis är en tvåvingeart som beskrevs av Becker 1926. Psilopa ovaliformis ingår i släktet Psilopa och familjen vattenflugor.
Artens utbredningsområde är Egypten. Inga underarter finns listade i Catalogue of Life.